# Das neue Werk

Logo

Das neue Werk (Eigenschreibung: das neue werk) ist eine seit 1951 im NDR-Kulturprogramm etablierte Sendereihe zur Förderung und Verbreitung zeitgenössischer Musik, welche ihre Heimat im Rolf-Liebermann-Studio in Hamburg hat.

## Komponisten
Einige Komponisten, deren Werke im Rahmen dieser Konzertreihe aufgeführt wurden:
- Enno Poppe
- György Ligeti
- Hans Werner Henze
- Jani Christou
- John Cage
- Jörg Widmann
- Luciano Berio
- Mauricio Kagel
- Rebecca Saunders
- Sofia Gubaidulina